# Bent Mortensen
Bent Erik Mortensen (født 26. april 1935 på Frederiksberg, død 14. december 2016) var en dansk læge og landsholdspiller i håndbold.
Han var overlæge i reumatologi på Holbæk Sygehus i en periode på 33 år og bestred posten som leder af Rigshospitalets idrætsklinik i 25 år.
Han spillede i perioderne 1957-63 og 1967-71 i alt 121 kampe som målmand for landsholdet og blev i 1970 den første spiller, der kunne fejre 100-kamps-jubilæum på håndboldlandsholdet. Han blev kåret som Årets Fund i 1957 og flere anså ham som verdens bedste håndboldmålmand i slutningen af 1950'erne.

## Biografi

### Idrætskarriere
Bent Mortensen begyndte sin idrætskarriere som lilleputspiller i fodbold i Kjøbenhavns Boldklub (KB). Som træner havde han bl.a. koryfæet Nils Middelboe, som Mortensen selv mente havde præget ham med en særlig idrætsmoral, idet Middelboe ikke accepterede usportslig optræden på banen og sendte børn, der f.eks. trak modspillerne i trøjen, hjem fra træning for at "tænke over tingene".
Da han skiftede til Schneekloths Skole for at tage studentereksamen, begyndte han at spille håndbold om vinteren og cricket om sommeren på skolens hold. Han viste sig at være en talentfuld håndboldmålmand, der spillede med stor smidighed og til tider fløj vandret rundt i målet, samtidig med at hans udkast var uhyre præcise.
Han debuterede på landsholdet som 21-årig den 15. marts 1957 i en træningskamp mod Schweiz, der blev spillet i Zürich, og som danskerne vandt med 23-5 på trods af, at holdet fik hele 10 mål annulleret i første halvleg af den østrigske dommer. Han spillede sin anden landskamp to dage senere, da Danmark mødte håndboldstormagten Vesttyskland i Stuttgart og sensationelt vandt med 16-15 efter en fantastisk indsats af Bent Mortensen som holdets sidste skanse. Yderligere tre dage senere var Mortensen igen på banen i landskampen mod DDR i Østberlin, som også blev vundet. Og efter holdets lille turné syd for grænsen, udtog den danske rigstræner, Aksel Pedersen, sammen med nogle tyske journalister et verdenshold, hvor bl.a. Bent Mortensen blev valgt sammen med tre andre danskere: Aage Holm-Pedersen, Mogens Cramer og Per Theilmann.
Som optakt til VM i 1958 i DDR spillede landsholdet fire forberedelseskampe. I den anden af disse kampe mødte holdet Sveriges forsvarende verdensmestre i Forum i København foran 5.500 tilskuere, der på det tidspunkt var skandinavisk rekord til en håndboldkamp. Danmark vandt kampen med 17-12, og Bent Mortensen stod atter fænomenalt i det danske mål.
Især præstationerne i kampene mod Vesttyskland og Sverige var medvirkende til, at Bent Mortensen af Politikens læsere blev valgt til Årets Fund i 1957 foran navne som Jan Leschly, Palle Lykke og Finn Kobberø. Mortensen vandt afstemningen suverænt og fik flere stemmer end alle andre tilsammen. Han blev dermed den første håndboldspiller til at opnå denne ære, og han er (pr. 2016) fortsat den eneste individuelle håndboldspiller, der er blevet kåret som Årets Fund.
I begyndelsen af sin landsholdskarriere dannede Bent Mortensen målmandspar med den 1½ år ældre Bent Mortensen fra Helsingør IF. Begge spillere havde et mellemnavn, men de blev pudsidt nok ikke brugt. De to målmænd af samme navn var også i truppen til VM i 1958, hvor Schneekloth-spilleren var på banen i alle seks kampe – i de tre første som makker med sin navnebror, mens han i de sidste tre kampe delte spilletiden med HG's Knud Sørensen. I den anden kamp i mellemrunden spillede Danmark og Sverige en afgørende kamp om den ene plads i finalen. Kampen blev betragtet som den "moralske finale", eftersom Danmark havde verdens bedste skytte (Mogens Olsen) og verdens bedste målmand i skikkelse af Bent Mortensen. Danskerne førte kampen med 11-9 men endte med at tabe 12-13 og gik dermed muligvis glip af en guldmedalje. Det svenske hold vandt i hvert fald finalen overbevisende med 22-12 over Tjekkoslovakiet, mens et desillutioneret dansk hold tabte bronzekampen til et forenet tysk landshold med 13-16. Efter VM blev Bent Mortensen valgt til det verdenshold, som den svenske landstræner satte.
Bent Mortensen vurderede selv, at årene 1957 og 1958 var hans bedste. I de år trænede han "hårdt og intenst" 1-2 gange om dagen med træneren Aksel Pedersen. Ifølge ham selv lærte han alt i den periode og kunne derfor nøjes med at træne et par gange om ugen og leve på rutinen i resten af sin karriere.
Mortensen var fast mand på landsholdet fra 1957 til 1963, og var dermed også med på det hold, der besatte femtepladsen ved VM i 1961 i Vesttyskland. I 1963 indstillede han imidlertid karrieren som håndboldspiller på eliteplan. Han skulle forberede sig på sin lægeeksamen og var samtidig bundet af vagter på op til 70 timer om ugen på Kommunehospitalet i København. Han spillede sin sidste landskamp – den 55. i rækken – den 3. marts 1963 i Århus, hvor Danmark i en træningskamp besejrede de forsvarende verdensmestre fra Rumænien med 15-10.
I 1966 flyttede han med familien til Fyn for at arbejde på Odense Sygehus, og i den forbindelse genoptog han håndboldkarrieren på højt plan i klubben Tarup-Paarup IF. Han blev udtaget til VM i 1967 men takkede nej, idet han ikke havde råd til at undvære indtægten fra sit arbejde. Det skyldtes formentlig, at han ikke var blevet gjort opmærksom på, at Dansk Håndbold havde indført kompensation for tabt arbejdsfortjeneste til landsholdsspillerne, hvilket ikke fandtes i hans første periode på landsholdet, hvor spillerne måtte bruge sine fridage til turene med landsholdet. Dermed gik han glip af dansk herrehåndbolds første store internationale præstation, idet holdet vandt sølvmedaljer, og i Mortensens fravær spillede Århus KFUM's Erik Holst så fremragende, at han blev kåret som VM's bedste målmand. I stedet gjorde han comeback på landsholdet den 10. februar 1967 i en kamp mod Vesttyskland i Ludwigshafen, som blev tabt med 20-21.
I 1967 vendte familien tilbage til Sjælland og Bent Mortensen skiftede klub til Handelsstandens Gymnastikforening (HG), med hvem han vandt tre DM-titler i sæsonerne 1967-68, 1968-69 og 1969-70. 
Han var fast mand på landsholdet fra comebacket i 1967 til 1971, og han var således også en del af det hold, der endte på fjerdepladsen ved VM i 1970 i Frankrig. 
Bent Mortensen blev den første spiller, der kunne fejre 100-kamps-jubilæum på landsholdet, og oprindeligt var der lagt op til, at jubilæet skulle fejres i forbindelse med den sidste kamp ved det nordiske mesterskab i 1970, der blev spillet i Sverige. Men i forbindelse med sin kamp nr. 99 dagen før, fingerede Mortensen en skade, fordi han i al hemmelighed havde regnet ud, at han så i stedet kunne spille sin kamp nr. 100 på hjemmebane i KB Hallen mod arvefjenden Sverige. Med Bent Mortensen ude med "en skade" stillede Danmark op til kampen med kun én målmand, og markspilleren Jørgen Petersen måtte derfor overtage posten som målmand, da Kay Jørgensen fire minutter før tid bad om at blive skiftet ud. Det betød til gengæld, at Bent Mortensen i forbindelse med kampen mod Sverige den 14. januar 1970 kunne fejre, at han som den første danske håndboldspiller havde spillet 100 landskampe.
Han spillede sin 121. og sidste landskamp den 30. september 1971 i Nykøbing Falster, hvor modstanderen igen var Vesttyskland som en del af en firenationersturnering, og endnu en gang måtte danskerne forlade halgulvet i taberens rolle, denne gang med cifrene 10-16. 
Bent Mortensen aflsuttede karrieren på klubplan med at spille for Akademisk Boldklub (AB) i perioden 1972-76.

### Erhvervskarriere
I sit civile liv blev Bent Mortensen uddannet som læge i 1963. Han blev udnævnt til overlæge på Amtssygehuset i Herlev i 1974 og arbejdede som overlæge i reumatologi på Holbæk Sygehus i 33 år. Han var endvidere leder af idrætsklinikken på Rigshospitalet i perioden 1971-97 og fungerede ligeledes i en periode som lægevagt for Den Kongelige Ballet.